# Arta yoruba
Poporul yoruba⁠(en)[traduceți] din Africa Occidentală (Benin, Nigeria & Togo, alături de comunitățile migratoare din părți ale Ghanei și Sierrei Leone) este creatoarea uneia dintre cele mai rafinate tradiții artistice din Africa, o tradiție ce rămâne vitală și influentă și astăzi.

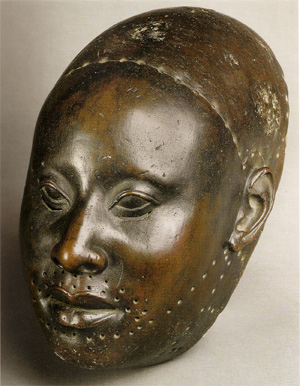
Mască de cupru yorubeană pentru regele Obalufon din Ife, Nigeria. Masca datează din aproximativ 1300

O mare parte a artei yorubaene, inclusiv personalul, rochia de curte și margelele pentru coroane, sunt asociate cu curțile regale.

## Lucrări demetal
Fierăriile yorubene au realizat de-a lungul timpului sculpturi de fier prin lucru manual, topiri și sudări. Meșteșugarii au realizat și opere de artă din alamă.

## Galerie

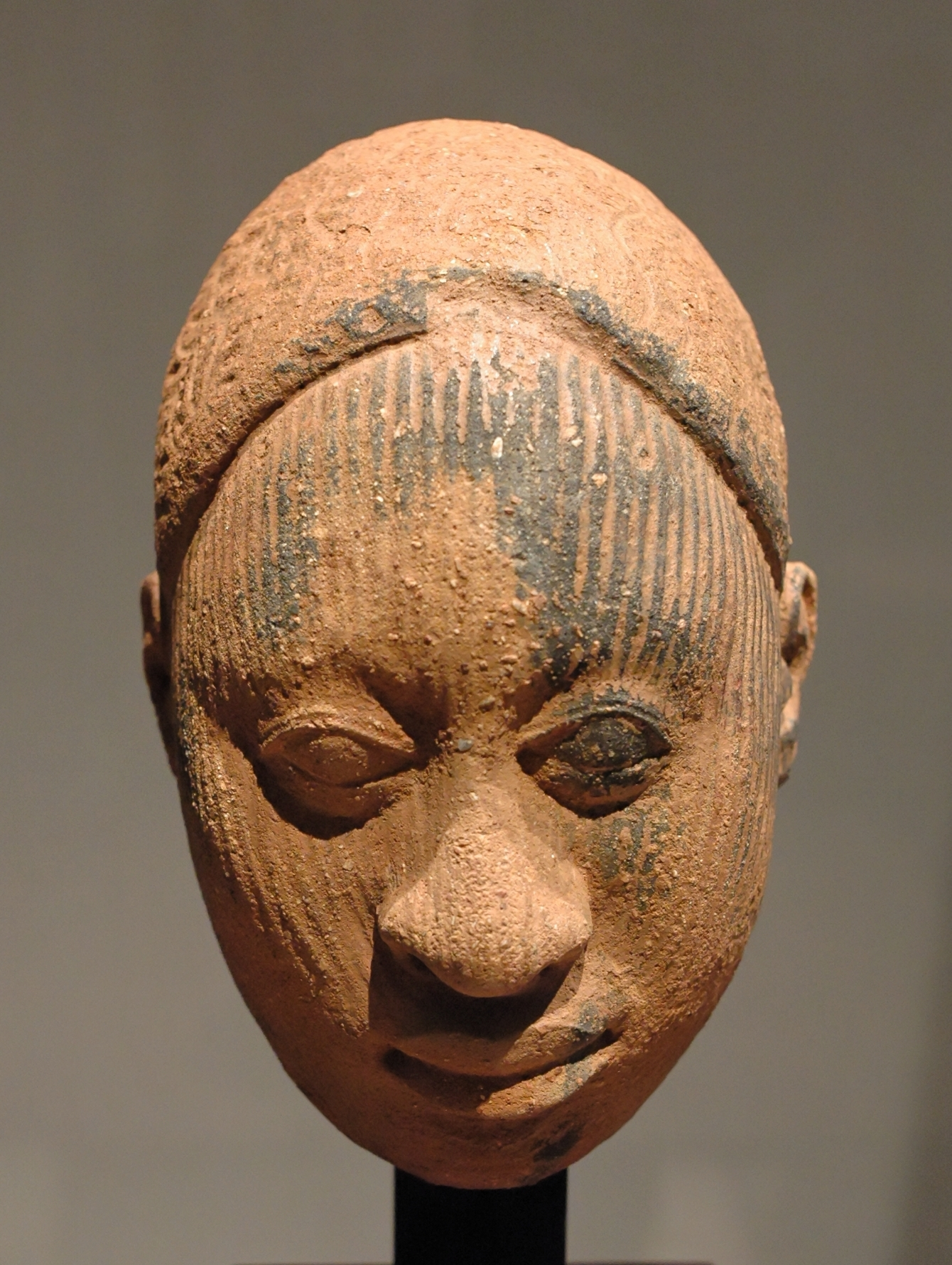
Cap de la Ife, realizat din teracotă ce datează din secolele XII - XIV